# Frederick Hale
Frederick Hale (Detroit, 1874. október 7. – Portland, 1963. szeptember 28.) az Amerikai Egyesült Államok szenátora (Maine, 1917–1941).